# Cabra de Mora
Cabra de Mora és un municipi de l'Aragó, de la comarca de Gúdar-Javalambre.